# كوبي التمان
كوبي التمان (مواليد 16 سبتمبر 1982) هو المدير العام لكليفلاند كافالييرز للاتحاد الوطني لكرة السلة إن بي إيه.